# 無極限之危情速遞
《無極限之危情速遞》是導演傅華陽執導的青春動作電影，結合了極限運動、少林功夫和跑酷等元素。由內地新生代偶像張翰、郑爽和新演員釋延能、胡夢媛領銜主演；傅華陽自己亦參演一角。於2011年8月20日上映。

## 劇情簡介
吳極限（張翰飾）是一名快遞員，熱愛極限單車運動的他，每次都能靠絕技有驚無險的完成任務。一次吳極限上班途中，遇上一群極限運動少年在街頭表演，以富家女小安(郑爽飾)和風行子為首的滑輪團伙也參與其中。小安看到吳極限利落的身手不禁失神，正失足從高處倒下，吳極限本能地救人，卻因觸碰小安反被遷怒，因而引發一個意外初吻。從此吳極限得罪了小安，並遭遇小安手下極限少年們的追趕。此時吳極限正負責運送一件快件，不但要避開極限少年們，更被一個國際犯罪集團盯上。快件不小心被極限少年們搶去並交到小安手上，發現原來要運送的是一隻神秘的鸚鵡。盡責的吳極限為取回快件，找到正被父母安排跟一富家子訂婚的小安。小安要吳極限以帶她離開作為取回快件的條件。經過短暫的相處，兩人開始漸生情愫，同時亦因該鸚鵡捲入國際犯罪集團的內部矛盾中，而小安也因此被綁架……   

## 演員表
| 演員   | 角色   | 備註                               |
| 張翰   | 吳極限 | 快遞小子                           |
| 郑爽   | 小安   | 富家女，街頭滑輪小子中的首領       |
| 釋延能 | 能讓   | 背叛「師父」，盜去鸚鵡圖利         |
| 胡夢媛 | 娜娜   | 國際犯罪集團殺手，排行第三         |
| 傅華陽 |        | 國際犯罪集團老大，娜娜等殺手的師父 |
| 曹帥   | 風行子 | 街頭滑輪小子中的大哥               |
| 閻夏炎 |        | 快遞員                             |
| 江雨霏 |        | 國際犯罪集團殺手，眾女中的大姐     |
| 周童童 |        | 國際犯罪集團殺手                   |
| 唐金   |        | 國際犯罪集團殺手                   |
| 刘馥怡 |        | 國際犯罪集團老大的祕書             |
| 張馳   |        | 輪滑小子                           |
| 閻晨   |        | 輪滑小子                           |
| 楊春慶 |        | 輪滑小子                           |
| 宋晨毅 |        | 輪滑小子                           |
| 傅木蘭 |        | 鳥語妹妹                           |

## 創作
拍攝期由2010年11月17至12月29日。   

## 外部連結
综合
- 《无极限之危情速递》12日上映
- 青春电影《无极限之危情速递》首映 （页面存档备份，存于）
- 无极限之 危情速递 （页面存档备份，存于）